# Liste des agglomérations d'Europe
Liste des agglomérations d'Europe (unités urbaines européennes) les plus peuplées selon l'Organisation des Nations unies en 2018. La partie asiatique de la Russie, les trois républiques transcaucasiennes et la Turquie n'ont pas été prises en compte dans ce classement. Certaines sources officielles utilisées (recensements de la population de 2013 en France, de 2011 en Allemagne et au Royaume-Uni, et de 2010 en Russie) modifient les données publiées par l'ONU, lorsqu'elles sont postérieures à ces dernières.

## Classement
Les capitales sont en gras.
| Rang | Photo | Unité urbaine                                                     | Pays            | Population (2018)      |
| ---- | ----- | ----------------------------------------------------------------- | --------------- | ---------------------- |
| 1    |       | Moscou                                                            | Russie          | 12 650 000             |
| 2    |       | Paris                                                             | France          | 12 210 000             |
| 3    |       | Londres                                                           | Royaume-Uni     | 8 278 251              |
| 4    |       | Madrid                                                            | Espagne         | 7 056 184              |
| 5    |       | Saint-Pétersbourg                                                 | Russie          | 5 383 000              |
| 6    |       | Milan                                                             | Italie          | 5 270 000              |
| 7    |       | Barcelone                                                         | Espagne         | 4 849 691              |
| 8    |       | Berlin                                                            | Allemagne       | 4 666 175 (31/12/2019) |
| 9    |       | Rome                                                              | Italie          | 3 995 000              |
| 10   |       | Bruxelles                                                         | Belgique        | 3 100 000              |
| 11   |       | Athènes                                                           | Grèce           | 3 095 000              |
| 12   |       | Kiev                                                              | Ukraine         | 2 957 000              |
| 13   |       | Lisbonne                                                          | Portugal        | 2 705 000              |
| 14   |       | Manchester                                                        | Royaume-Uni     | 2 690 000              |
| 15   |       | Birmingham                                                        | Royaume-Uni     | 2 570 000              |
| 16   |       | Lyon                                                              | France          | 2 259 411              |
| 17   |       | Eurométropole Lille-Courtrai-Tournai (Lille, Tournai et Courtrai) | France Belgique | 2 200 000              |
| 18   |       | Naples                                                            | Italie          | 2 198 000              |
| 19   |       | Varsovie                                                          | Pologne         | 2 150 000              |
| 20   |       | Minsk                                                             | Biélorussie     | 2 005 000              |
| 21   |       | Vienne                                                            | Autriche        | 1 901 000              |
| 22   |       | Yorkshire de l'Ouest (Leeds - Bradford)                           | Royaume-Uni     | 1 864 000              |
| 23   |       | Bucarest                                                          | Roumanie        | 1 821 000              |
| 23   |       | Hambourg                                                          | Allemagne       | 1 793 000              |
| 24   |       | Turin                                                             | Italie          | 1 786 000              |
| 25   |       | Porto                                                             | Portugal        | 1 780 000              |
| 26   |       | Budapest                                                          | Hongrie         | 1 759 000              |
| 27   |       | Glasgow                                                           | Royaume-Uni     | 1 661 000              |
| 28   |       | Marseille - Aix-en-Provence (Marseille, Aix-en-Provence)          | France          | 1 607 292              |
| 29   |       | Munich                                                            | Allemagne       | 1 604 000              |
| 30   |       | Stockholm                                                         | Suède           | 1 583 000              |
| 31   |       | Kharkiv                                                           | Ukraine         | 1 436 000              |
| 32   |       | Belgrade                                                          | Serbie          | 1 389 000              |
| 33   |       | Zurich                                                            | Suisse          | 1 371 000              |
| 34   |       | Toulouse                                                          | France          | 1 360 829              |
| 35   |       | Copenhague                                                        | Danemark        | 1 321 000              |
| 36   |       | Prague                                                            | Tchéquie        | 1 292 000              |
| 37   |       | Helsinki                                                          | Finlande        | 1 279 000              |
| 38   |       | Sofia                                                             | Bulgarie        | 1 272 000              |
| 39   |       | Nijni Novgorod                                                    | Russie          | 1 264 000              |
| 40   |       | Kazan                                                             | Russie          | 1 254 000              |
| 41   |       | Bordeaux                                                          | France          | 1 247 277              |
| 42   |       | Dublin                                                            | Irlande         | 1 201 000              |
| 43   |       | Samara                                                            | Russie          | 1 171 000              |
| 44   |       | Rostov-sur-le-Don                                                 | Russie          | 1 134 000              |
| 45   |       | Anvers                                                            | Belgique        | 1 132 000              |
| 46   |       | Volgograd                                                         | Russie          | 1 118 000              |
| 47   |       | Cologne                                                           | Allemagne       | 1 096 000              |
| 48   |       | Oufa                                                              | Russie          | 1 062 300              |
| 49   |       | Amsterdam                                                         | Pays-Bas        | 1 032 000              |
| 50   |       | Grand Genève                                                      | Suisse France   | 1 025 316              |
| 51   |       | Oslo                                                              | Norvège         | 1 012 000              |
| 52   |       | Rotterdam                                                         | Pays-Bas        | 1 008 000              |
| 53   |       | Nice                                                              | France          | 1 006 201              |

### Sources
- (en) ONU, septembre 2014, au sein de l'étude World Urbanization Prospects: The 2014 Revision Population Database. Voir aussi les Sources utilisées par l'ONU pour cette étude Population of Urban Agglomerations with 300,000 Inhabitants or More in 2014, by Country, 1950-2030 (thousands), consulté le 20 juillet 2015.
- (ru) Города с численностью населения 100 тысяч человек и более, Résultats du recensement de la population de 2010 en Russie.
- (fr) Unités urbaines de plus de 100 000 habitants en France en 2011, Insee.
- (en) Office for National Statistics, 28 juin 2013, , Caractéristiques des unités urbaines d'Angleterre et du Pays de Galles au recensement de 2011.
- (en) The Worlds Cities in 2018-the United nations PDF